# Rioms
Rioms település Franciaországban, Drôme megyében. Lakosainak száma 25 fő (2022. január 1.). Rioms Montguers, Mévouillon, Montauban-sur-l’Ouvèze, La Rochette-du-Buis és Saint-Auban-sur-l’Ouvèze községekkel határos.

## Népesség
A település népessége az elmúlt években az alábbi módon változott:
| Lakosok száma | 14   | 12   | 18   | 22   | 27   | 26   | 26   | 25   | 24   | 25   |
|               | 1968 | 1982 | 1990 | 2006 | 2013 | 2015 | 2017 | 2019 | 2020 | 2022 |